# Cimetière mémorial de Piskarevskoïe
Le cimetière mémorial de Piskarevskoïe (en russe : Пискарёвское мемориа́льное кла́дбище) est une nécropole située au nord-est de Saint-Pétersbourg, dans le quartier de Piskarevka. 
Cet impressionnant lieu de mémoire inauguré en 1960 rend hommage aux 470 000 civils et aux 50 000 combattants morts lors du terrible siège de Léningrad (1941-1944).

## Description
Comptant parmi les plus importants cimetières soviétiques relatifs à la Seconde Guerre mondiale, le complexe mémorial de Piskarevskoïe (1955-1960) est une réalisation des architectes Alexandre Vassiliev et Evgueni Levinson. Inauguré à l'occasion du quinzième anniversaire de la victoire sur l'Allemagne nazie, le 9 mai 1960, il rassemble sur 26 hectares les dépouilles de près de 470 000 civils et de 50 000 combattants de l'Armée rouge tombés lors du siège de Léningrad, inhumés dans 186 fosses communes établies de part et d'autre d'une longue avenue.
Deux salles situées à l'entrée du cimetière sont consacrées à une exposition rappelant les souffrances endurées par la population de la ville durant le long blocus de 1941-1944. Y sont présentés des photographies des années de guerre, des objets du quotidiens ou des témoignages écrits, reliques de ces années noires. Ces deux pavillons encadrent la longue allée centrale (300 mètres) qui sépare le cimetière en deux secteurs. De simples monticules couverts de gazon et portant des plaques de granite dissimulent les fosses.
À proximité de l'entrée, sur une légère éminence, se trouve une terrasse portant la flamme du souvenir, près de laquelle les visiteurs viennent se recueillir. Une plaque de marbre noir rappelle que du 4 septembre 1941 au 22 janvier 1944, 107 158 bombes et 148 478 obus se sont abattus sur la cité assiégée, provoquant la mort d'au moins 16 744 personnes et en blessant 33 782 autres, tandis que 641 803 personnes — en majorité des civils — allaient mourir de faim au cours de la même période.
Au centre du cimetière s'élève une statue monumentale représentant la « Mère-Patrie », œuvre de Vera Issaïeva et de Robert Taurit. Cette composition en bronze mesure six mètres et est établie sur un piédestal de même hauteur. Un mur de granite, long de 150 mètres et haut de 4,5 mètres est établi à l'arrière du monument. Y sont gravés les vers de la poétesse Olga Bergoltts (elle-même ayant vécu le siège de Léningrad) :
« Ici reposent ceux de Léningrad — Tes citadins — Hommes, Femmes, Enfants — T'ont défendue au prix de leur vie, Léningrad, berceau de la Révolution. Nous sommes impuissant à citer tous leurs nobles noms. Ils sont tant, sous la protection éternelle du granit. Mais sache, toi qui contemple ces pierres, que rien ni personne n'est oublié »
Des haut-parleurs y diffusent en permanence les notes de la Marche funèbre de Chopin.